# راسيل بويي
راسيل بويي هو لاعب هوكي جليد كندي، ولد في 24 أغسطس 1880 في مونتريال في كندا، وتوفي بنفس المكان في 8 أبريل 1959.

## وصلات خارجية
- راسيل بويي على موقع EliteProspects.com (الإنجليزية)
- راسيل بويي على موقع Hockey-Reference.com (الإنجليزية)